# 马来西亚财政预算案
马来西亚财政预算案是马来西亚联邦政府每年都会提交给国会讨论的议题，以确定隔年或未来几年的行政开销。联邦预算通常在财政年度开始前的十月发布。马来西亚所有的州也都提出了预算。马来西亚的所有州属也都有自己的预算。由于州财政依赖于联邦政府的资金，这些预算通常在联邦预算之后发布。
联邦预算是本财政年度的主要国家财政计划，经马来西亚议会批准并经最高元首签署成为法案后具有法律效力。
预算中详述的收入估计是通过马来西亚税收系统提出的，政府支出占整体经济的相当大比例。除了呈现政府的预期收入和支出外，联邦预算还是政府的意图和优先事项的政治声明，具有深远的宏观经济意义。

## 过程
财政预算案由财政部长在下议院（Dewan Rakyat ）宣布。随后将预算案由上议院（Dewan Negara ）投票表决。预算是一项信心措施，如果上议院投票反对，政府可能会垮台，尽管迄今为止从未发生过这种情况。执政党将会严格执行党纪，通常会将任何投票反对预算的国会议员开除出党团。而反对党几乎总是对预算投反对票。自2008年以来，反对党一直在准备一份完整的替代预算案，并将该替代方案与主要预算案一起提交给马来西亚人民。在少数派政府的情况下，政府通常不得不对一些较小的政党做出重大让步，以确保预算通过。

## 历年财政预算案
1960年代1960 （页面存档备份，存于） · 1961 （页面存档备份，存于） · 1962 （页面存档备份，存于） · 1963 （页面存档备份，存于） · 1964 （页面存档备份，存于） · 1965 （页面存档备份，存于） · 1966 （页面存档备份，存于） · 1967 （页面存档备份，存于） · 1968 （页面存档备份，存于） · 1969 （页面存档备份，存于）
1970年代1973 （页面存档备份，存于） · 1974 （页面存档备份，存于） · 1975 （页面存档备份，存于） · 1976 （页面存档备份，存于） · 1977 （页面存档备份，存于） · 1978 （页面存档备份，存于） · 1979 （页面存档备份，存于）
1980年代1980 （页面存档备份，存于） · 1981 （页面存档备份，存于） · 1982 （页面存档备份，存于） · 1983 （页面存档备份，存于） · 1984 （页面存档备份，存于） · 1985 （页面存档备份，存于） · 1986 （页面存档备份，存于） · 1987 （页面存档备份，存于） · 1988 （页面存档备份，存于） · 1989 （页面存档备份，存于）
1990年代1990 （页面存档备份，存于） · 1991 （页面存档备份，存于） · 1992 （页面存档备份，存于） · 1993 （页面存档备份，存于） · 1994 （页面存档备份，存于） · 1995 （页面存档备份，存于） · 1996 （页面存档备份，存于） · 1997 （页面存档备份，存于） · 1998 （页面存档备份，存于） · 1999
2000年代2000 · 2001 （页面存档备份，存于） · 2002 （页面存档备份，存于） · 2003 （页面存档备份，存于） · 2004 · 2005 （页面存档备份，存于） · 2006 · 2007 （页面存档备份，存于） · 2008 · 2009
2010年代2010 （页面存档备份，存于） · 2011 · 2012 （页面存档备份，存于） · 2013 （页面存档备份，存于） · 2014 （页面存档备份，存于） · 2015 （页面存档备份，存于） · 2016 （页面存档备份，存于） · 2017 （页面存档备份，存于） · 2018 （页面存档备份，存于） · 2019 （页面存档备份，存于） ·
2020年代2020 （页面存档备份，存于）